# 가미고라역
가미고라역(일본어: 上強羅駅)은 일본 가나가와현 아시가라시모군 하코네정에 위치한 하코네 등산 철도 강삭선의 역이다. 역 번호는 OH 61이다.

## 역 구조
상대식 승강장 2면 1선의 지상역이다. 급경사 진 곳이지만 승강장은 계단형이 아닌 슬로프이다. 선로 양쪽에 플랫폼이 있어 정차한 케이블 카는 양쪽 문을 연다. 두 플랫폼 사이를 오가는 통로와 부근을 가로지르는 도로가 없기 때문에 선로의 반대편으로 건너가는 경우는 정차 중인 케이블 카 안을 뚫게 된다.
무인역이자 자동 매표기가 없는 승차역 증명서 발권기가 설치되어 있다. 소운산 역이 바로 가까이에 있어 조망할 수 있다.
하코네 등산 철도의 표시 간판이나 팜플렛에서는 각 역의 표고가 제시되어 있고 예전에 717m로 표기되었으나 2013년 재고 조사에서 703m로 정정되었다.

## 역 주변
본 역 주변에는 온천 휴양소 수 처마가 있는 것 뿐이다. 교주식 케이블 카의 특성 상 고엔시모 역을 설치한 관계로 설치한 것이다. 다만, 근년에는 고엔시모 역의 이용자가 극단적으로 줄었기 때문에
고엔시모 역보다 이용자가 많아지고 있다.

## 역사
- 1921년 12월 1일: 소운칸역으로 영업 개시.
- 1944년 2월 11일: 불요불급선으로 영업 정지.
- 1950년 7월 1일: 영업 재개.
- 1951년 5월 1일: 가미고라역(2대)으로 역명 변경.

## 인접역
| 하코네 등산 철도 강삭선  | 하코네 등산 철도 강삭선 | 하코네 등산 철도 강삭선  |
| ------------------------ | ----------------------- | ------------------------ |
| OH 60 나카고라 고라 방면 |                         | 소운잔 OH 62 소운잔 방면 |